# Le Hameau de la Reine

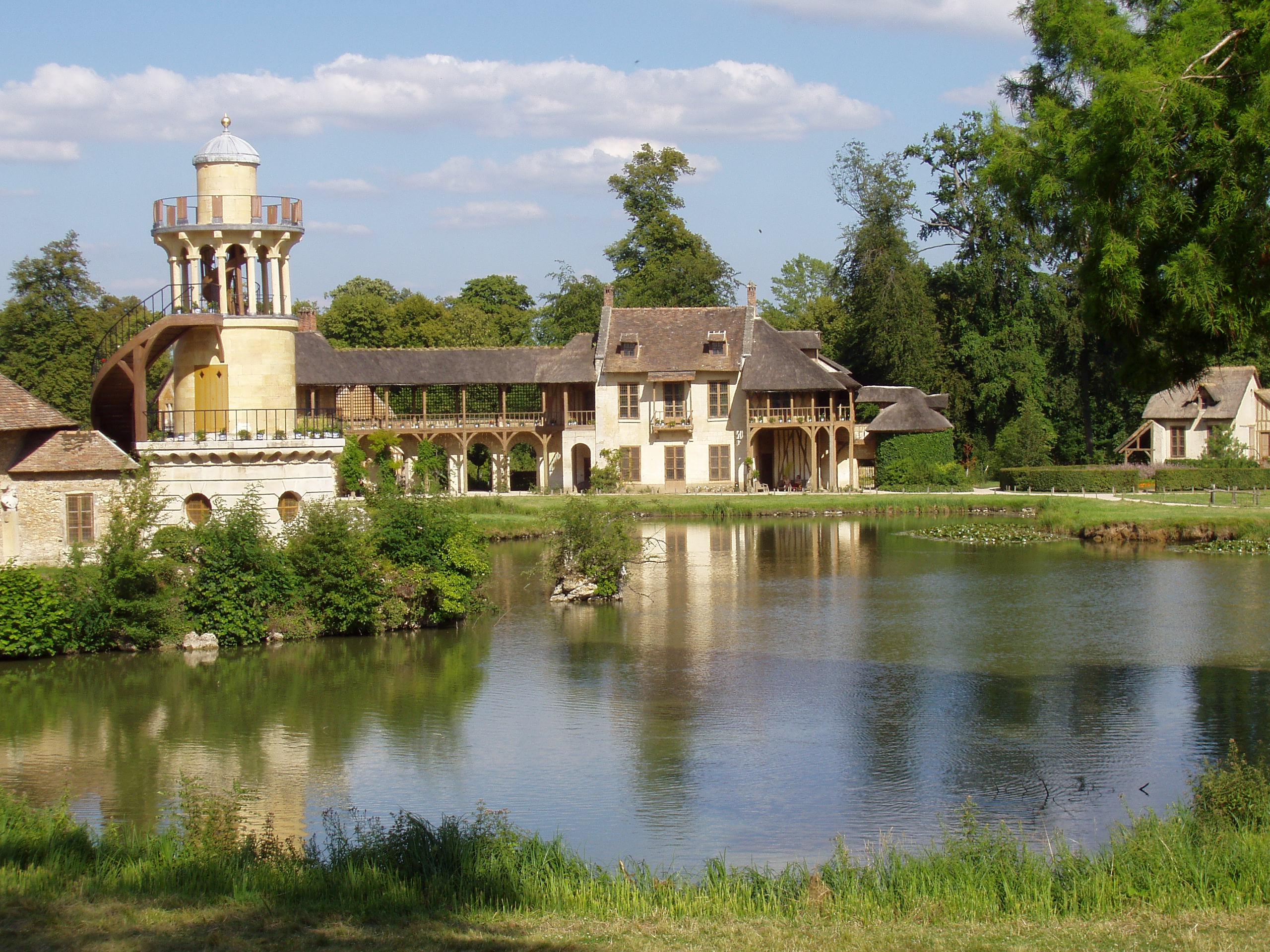
Het meer

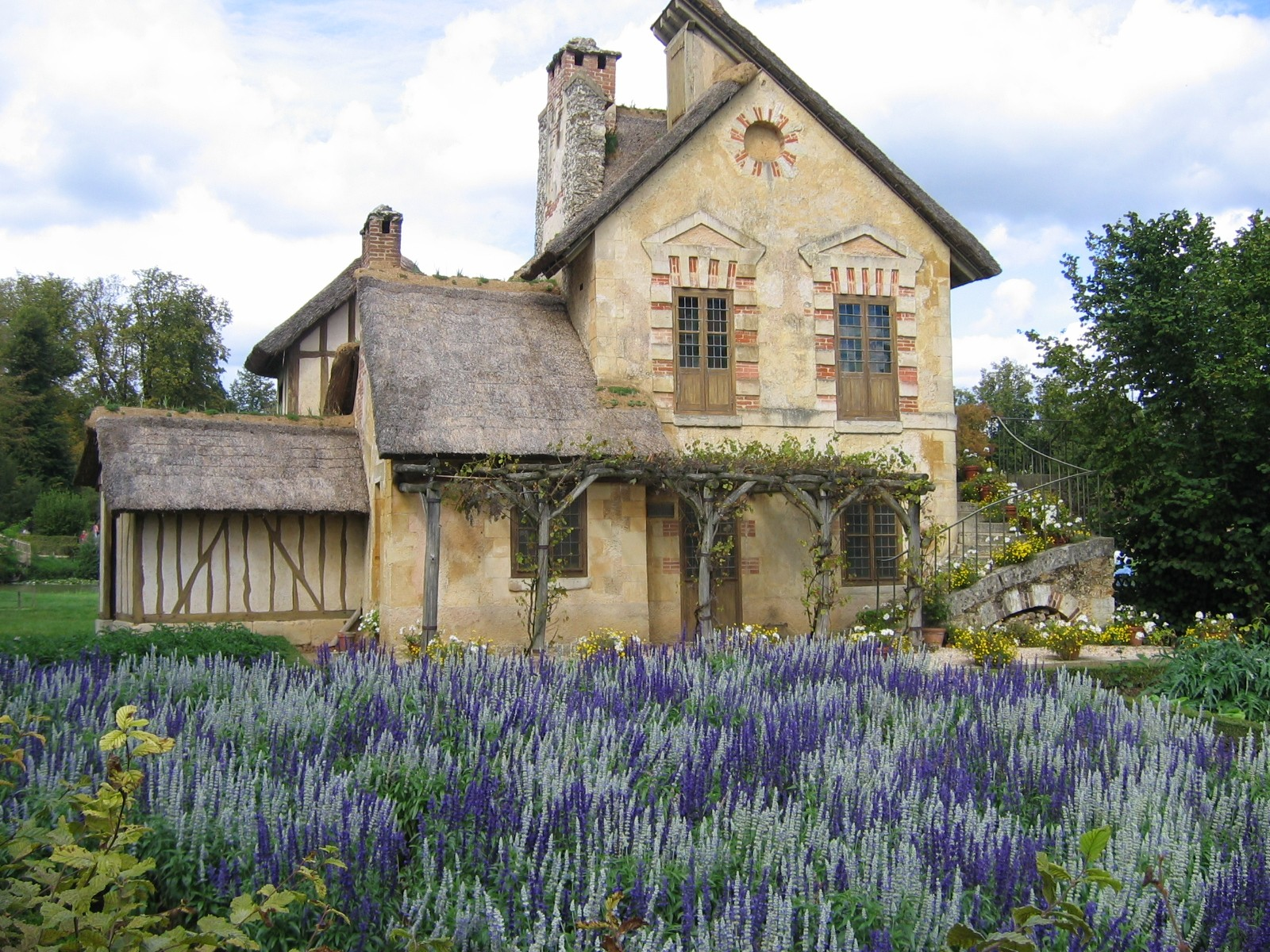
De boerderij

Le hameau de la Reine is een pseudo-imitatief dorpje achter in de Franse tuin van het Kasteel van Versailles.
Dit kleine dorp bevindt zich in de buurt van het Petit Trianon en werd op verzoek van koningin Marie Antoinette gebouwd omstreeks 1785. Velen verweten het hof een groteske vorm van decadentie en spilzucht; vooral de vorstin was mikpunt van kritiek. Ze liet het dorpje bouwen om daar te kunnen leven als "boerin". Zo was ze zelf ver weg van het hofprotocol waar ze een hekel aan had.
Het dorpje is bewaard gebleven en telt een tiental huizen waaronder een watermolen (die verder geen functie had), een schapenstal en een boerderij. De vorstin hoedde de (geparfumeerde) schapen en molk zelf koeien samen met haar hofdames. Deze decadente uitspattingen bereikten Parijs hetgeen voer was voor de revolutionairen.
De huisjes zijn van binnen niet te bezichtigen. Wel zijn er foto's van het interieur gepubliceerd. De vorstin liet de kamers inrichten als salons.